# О мышах и людях (фильм, 1939)
«О мышах и людях» — американский драматический фильм 1939 года по одноименной новелле автора Джона Стейнбека. По сравнению с вышедшим в 1937 году одноимённым спектаклем, фильм увеличил перспективу пьесы, показывая поля, где работали сборщики ячменя, столовую, городское кафе. В фильме снимались Бёрджесс Мередит, Бетти Филд, Лон Чейни-младший, Чарльз Бикфорд.
В фильме рассказывается история двух мужчин, Джорджа и его партнера с умственной отсталостью Ленни. Они пытаются выжить во время пыльных 1930-х годов, живя мечтой о собственном ранчо. В главных ролях снялись Бёрджесс Мередит в роли Джорджа и актёр-ветеран Лон Чейни-младший (сын знаменитого актёра немого кино Лона Чейни) в роли Ленни. Чейни уже снялся более чем в 50 фильмах, но роль в фильме «О мышах и людях» была его первой крупной ролью. Роль Мэй стала прорывной для актрисы Бетти Филд.
Фильм был снят на студии Hal Roach Studios, автором сценария был Юджин Солоу,  режиссёром и продюсером— Льюис Майлстоун. Музыкальное сопровождение написал американский композитор Аарон Копленд. Фильм был номинирован на четыре премии Оскар, в том числе за лучший фильм, но не победил.

## Сюжет
В фильме рассказывается история двух полевых рабочих-мигрантов в Калифорнии во время Великой депрессии. Джордж Мильтон и умственно отсталый Ленни Смолл надеются однажды осуществить свою общую мечту — поселиться на собственном участке земли.
Они нанимаются работать на ранчо недалеко от Соледада, где встречают Кенди, пожилого однорукого ковбоя. У босса ранчо, Джексона, есть жестокий сын Кудряш. Жена Кудряша, Мэй, пытается общаться с другими работниками ранчо. В фильме акцентируется её одиночество, в то время, как в пьесе она показана потаскушкой. Джордж приказывает Ленни не смотреть на неё и даже не разговаривать с ней.
Кенди предлагает присоединиться к Джорджу и Ленни для покупки фермы. Появляется Кудряш и устраивает сцену с обвинением Рослого в том, что он составляет компанию его жене. Услышав смех Ленни, Кудряш начинает бить его по лицу. Понукаемый Джорджем к отпору, Ленни ломает Керли кисть руки. Рослый ставит Кудряшу ультиматум: если Кудряш расскажет отцу про Мэй, Рослый расскажет всем о произошедшем. Кудряшу велят сказать, что его рука застряла в машине.
Несмотря на усилия Рослого скрыть факт о том, что именно Ленни искалечил руку Кудряшу, Мэй узнаёт правду. Она пытается быть доброй к Ленни. Джордж говорит ей вернуться в дом, но Мэй отказывается.
На следующее утро Мэй задирает мужа, называя его «мопс с искалеченной рукой!». Тот говорит ей, что их брак расторгнут. Мэй входит в сарай, чтобы погладить нескольких щенков Рослого, и замечает рыдающего Ленни, который признаётся, что убил своего щенка, когда тот пытался его укусить. Мэй объясняет Ленни, кем она хотела быть, прежде чем брак разрушил её мечту. Ленни говорит Мэй, что любит гладить мягкие вещи, Мэй позволяет ему погладить её по волосам. Ленни слишком сильно гладит её по волосам, та кричит, и, пытаясь заставить Мэй замолчать, Ленни случайно убивает её, сломав ей шею.
Собирается толпа линчевателей, чтобы убить Ленни. Джордж, желая избавить Ленни от мучительной смерти, стреляет ему в затылок, прежде чем толпа сможет его найти.

## Актёры
- Бёрджесс Мередит—Джордж
- Бетти Филд — Мэй
- Лон Чейни-младший — Ленни
- Чарльз Бикфорд —Рослый
- Роман Бохен[англ.] — Кенди
- Боб Стил[англ.] — Кудряш
- Ноах Бирау[англ.] — Уит
- Оскар О’Ши — Джексон
- Грэнвиль Бэйтс[англ.] —Карлсон
- Лейг Вхайпер[англ.]— Крокс
- Хелен Лайнд[англ.] —Сьюзи

## Приём

### Критика
Когда фильм был впервые выпущен, Фрэнк Нугент, кинокритик The New York Times, похвалил фильм и актёрскую игру, сравнил с фильмом Гроздья гнева, резюмируя, что у картин мало общего в сюжете, но много общего в искусстве.
Сотрудники журнала Variety также положительно отозвались о фильме, написав: «Под умелым режиссёрским руководством Льюиса Майлстоуна картина сохраняет всю сильную и пронзительную драму оригинальной пьесы и романа Джона Стейнбека, показывая странное дружелюбие и возможную трагедию этих двоих». Несмотря на требование Кодекса Хейса по ограничению ненормативной лексики, мужественность произведения сохранена в его первоначальной форме.
Фильм получил положительные отзывы, в том числе 100 % оценку на сайте -агрегаторе рецензий Rotten Tomatoes (на основе 15 рецензий).

### Премии
Фильм был представлен на «Оскар» в номинациях:  лучшая музыка к фильму и лучшее озвучивание (Аарон Копленд), лучшее производство, лучшая звукозапись, однако не победил ни в одной номинации.
Фильм был номинирован Американским институтом кино на включение  в список 100 лет саундтреков к американским фильмам.